# Kirkovo, Kărdjali
Kirkovo (în bulgară Кирково) este un sat în comuna Kirkovo, regiunea Kărdjali,  Bulgaria. 

## Demografie
Componența etnică a satului Kirkovo
     Turci (1,24%)
     Bulgari (53,45%)
     Nicio identificare (44,33%)
     Altele (1,93%)
La recensământul din 2011, populația satului Kirkovo era de 724 locuitori. Din punct de vedere etnic, majoritatea locuitorilor (53,45%) erau bulgari, cu o minoritate de turci (1,24%). Pentru 44,33% din locuitori nu este cunoscută apartenența etnică.